# Hluchov
Hluchov es una localidad del distrito de Prostějov en la región de Olomouc, República Checa, con una población estimada, a principios del año 2021, de 350 habitantes. 
Se encuentra ubicada en el sur de la región, a poca distancia al norte de la ciudad de Brno y cerca de la frontera con la región de Moravia Meridional.